# Мері Елізабет Лаєлл
Мері Елізабет Лаєлл, уроджена Горнер (англ. Mary Elizabeth Lyell; 9 жовтня 1808, Лондон — 24 квітня 1873, там само) — англійська геологиня і конхіологиня.

## Життєпис
Мері Елізабет Горнер народилася 1808 року в Лондоні. Вона була старшою з шести дочок шотландського геолога Леонарда Горнера. Батько часто брав дівчаток з собою на засідання Британської асоціації розвитку науки.
1832 року Мері вийшла заміж за геолога Чарльза Лаєлла. Її сестра, Кетрін Горнер, згодом одружилася з молодшим братом Чарльза, Генрі, і теж носила прізвище Лаєлл. Мері володіла кількома європейськими мовами і допомагала чоловікові з читанням і перекладом наукових статей, а також у його листуванні зі вченими з різних країн. Чарльз Лаєлл вважав, що жінкам слід відкрити доступ у науку, і Мері була в числі жінок, які відвідували його лекції в Лондонському геологічному товаристві.
Чарльз і Мері Лаєлл багато подорожували Європою і Північною Америкою. Під час цих поїздок Мері збирала зразки порід і скам'янілостей. Подружжя Лайелл зокрема відвідали Швейцарію, північну Італію, Данію, Швецію та Норвегію; Міссісіпі, Огайо, Джорджію, Нову Англію і Нову Шотландію; Мадейру і Канарські острови. 1854 року вона досліджувала наземних молюсків Канарських островів, застосовуючи підхід, багато в чому схожий з методами Чарлза Дарвіна. Крім того, відомо, що вона збирала зразки вусоногих для досліджень самого Дарвіна.
Мері Елізабет Лаєлл померла 24 квітня 1873 року. За життя вона залишалася в тіні свого чоловіка, і єдина надана їй почесть виявилася посмертною: на її честь названо кратер Горнер на Венері.